# 宇都宮中央郵便局
宇都宮中央郵便局（うつのみやちゅうおうゆうびんきょく）は栃木県宇都宮市にある郵便局。民営化前の分類では集配普通郵便局であった。

## 概要
住所：〒320-8799 栃木県宇都宮市中央本町4-17

### 併設施設
- ゆうちょ銀行宇都宮店（さいたま支店宇都宮出張所）：取扱店番号070020

## 沿革
- 1872年8月4日（明治5年7月1日） - 宇都宮郵便取扱所として開設[1]。
- 1873年（明治6年）4月1日 - 宇都宮郵便役所となる[1]。
- 1875年（明治8年）1月1日 - 宇都宮郵便局（三等）となる。翌日から為替取扱を開始[1]。
- 1878年（明治11年） - 貯金取扱を開始[1]。
- 1885年（明治18年） - 電信取扱を開始[1]。
- 1886年（明治19年）1月4日 - 電信為替事務開始[2]。
- 1887年（明治20年）8月1日 - 宇都宮郵便電信局となる[1]。
- 1903年（明治36年）4月1日 - 通信官署官制の施行に伴い宇都宮郵便局となる[1]。
- 1947年（昭和22年）12月11日 - 郵便局で取り扱う電話通話事務を除く電話事務を宇都宮電話局に移管[3]。
- 1956年（昭和31年）11月1日 - 電話通話事務取扱を開始[4]。
- 1957年（昭和32年）3月11日 - 和文電報受付事務の取扱を開始。
- 1987年（昭和62年）7月1日 - 宇都宮中央郵便局に改称。
- 1991年（平成3年）10月1日 - 外国通貨の両替および旅行小切手の売買に関する業務取扱を開始。
- 2000年（平成12年）7月31日 - 宇都宮市本町から同市中央本町（旧栃木県済生会宇都宮病院跡地）へ移転。
- 2006年（平成18年）10月16日 - 大谷（おおや）郵便局から「321-03xx」区域の集配業務を移管[5]。
- 2007年（平成19年）10月1日 - 民営化に伴い、併設された郵便事業宇都宮支店、ゆうちょ銀行宇都宮店、かんぽ生命保険宇都宮支店に一部業務を移管。
- 2012年（平成24年）10月1日 - 日本郵便株式会社の発足に伴い、郵便事業宇都宮支店を宇都宮中央郵便局に統合。
- 2017年（平成29年）3月13日 - 徳次郎（とくじろう）郵便局[6]から「321-21xx」区域の集配業務を移管。
- 2018年（平成30年）
  - 2月13日 - かんぽ生命保険宇都宮支店が当局から宇都宮市馬場通り4-1-1 うつのみや表参道スクエアに移転[7]。
  - 5月14日 - 宇都宮南郵便局から「321-01xx」区域の集配業務を移管[8]。

## 取扱内容

### 宇都宮中央郵便局
- 郵便、印紙、ゆうパック、内容証明
- 生命保険、バイク自賠責保険、自動車保険、がん保険、引受条件緩和型医療保険 - 平日18時まで営業。
- 「320-00xx」「320-08xx」「321-01xx」「321-03xx」「321-21xx」区域（宇都宮市の一部）の集配業務
- ゆうゆう窓口

### ゆうちょ銀行宇都宮店
- 貯金、貸付、為替、振替、振込、国際送金、外貨両替、国債、投資信託、変額年金保険、住宅ローン - 平日18時まで営業。
- ATM

## 風景印
- 表記は『宇都宮中央』
- 図案は登録有形文化財『松が峰教会聖堂』・『UTSUNOMIYA』
- 使用開始日は2002年（平成14年）7月1日

### 過去の風景印
- 1951年（昭和26年）4月20日 - 1984年（昭和59年）2月29日
  - 表記は『宇都宮』
  - 図案は『干瓢』・『桜通りのサクラ』・『二荒山神社』
- 1984年（昭和59年）3月1日 - 1987年（昭和62年）6月30日
  - 表記は『宇都宮』
  - 図案は郷土玩具『黄鮒と豆太鼓』・『二荒山神社』・『男体山』・『栃の木』
- 1987年（昭和62年）7月1日 - 2002年（平成14年）6月30日
  - 表記は『宇都宮中央』
  - 図案は郷土玩具『黄鮒と豆太鼓』・『二荒山神社』・『男体山』・『栃の木』
- 2007年（平成19年）10月1日 - 2012年（平成24年）9月30日
  - 表記は『宇都宮』
  - 図案は登録有形文化財『松が峰教会聖堂』・『UTSUNOMIYA』

民営化に伴いゆうゆう窓口に配備。

## 周辺
- 宇都宮市役所
- 栃木銀行本店
- NHK宇都宮放送局
- 宇都宮城址公園
- 宇都宮二荒山神社
- エフエム栃木本社
- 国道119号
- 旭町の大いちょう
- 御橋通り

## アクセス
- 東武宇都宮駅（東口）から徒歩約9分、JR宇都宮駅（西口）から徒歩約16分
- コミュニティバスきぶな号 中央郵便局前停留所下車
- 東北自動車道 宇都宮ICから南へ約9.5km、鹿沼ICから東へ約8km
- 北関東自動車道 宇都宮上三川ICから北へ約8.5km
- 駐車場あり：25台